# Fimbristylis densa
Fimbristylis densa är en halvgräsart som beskrevs av Stanley Thatcher Blake. Fimbristylis densa ingår i släktet Fimbristylis och familjen halvgräs. Inga underarter finns listade i Catalogue of Life.